# Villers-Châtel
Villers-Châtel ist eine französische Gemeinde mit 127 Einwohnern (Stand 1. Januar 2022) im Arrondissement Arras im Département Pas-de-Calais. Sie gehört zum Kanton Avesnes-le-Comte und zum Kommunalverband Campagnes de l’Artois.
|          | Caucourt          |             |
| Mingoval | Kompass           | Cambligneul |
|          | Aubigny-en-Artois | Agnières    |

## Sehenswürdigkeiten
- Kapelle Saint-Mathieu
- Schloss Villers-Châtel

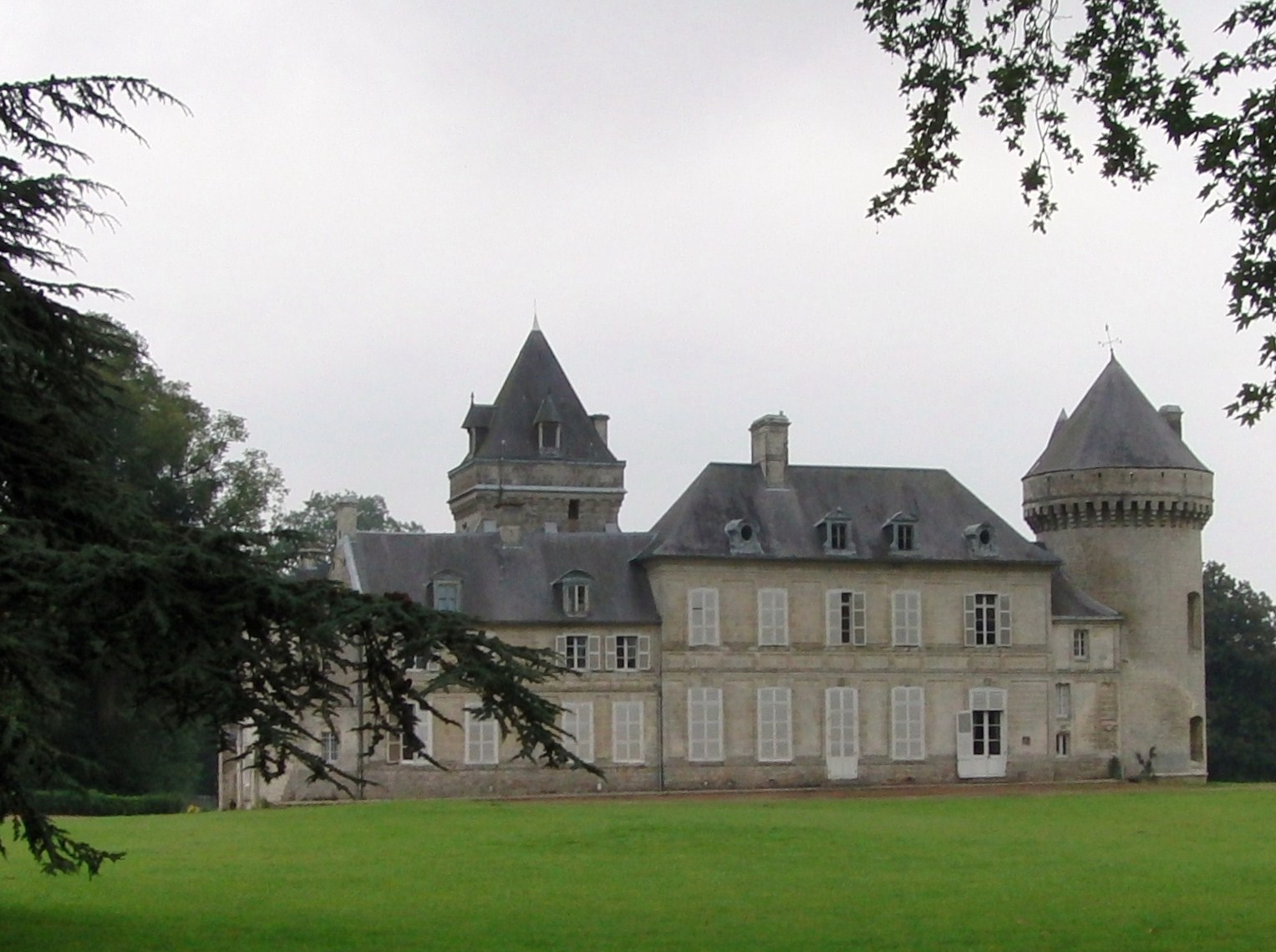
Schloss